# 2001년 뉴욕 영화제
제39회 뉴욕 영화제는 2001년 9월 28일에 열린 시상식이다.

## 수상 (비경쟁)

### 장편 상영작
- 알게 될거야 - 자크 리베트
- 다크 서클스 - 차이밍량
- 나는 집으로 간다 - 마뇰 드 올리베이라
- 붉은 다리 아래 따뜻한 물 - 이마무라 쇼헤이
- 스토리텔링 - 토드 솔론즈
- 늪 - 루크레시아 마르텔
- 초급자를 위한 이태리어 - 론 쉐르픽
- 타임 아웃 - 로랑 캉테
- 로얄 테넌바움 - 웨스 앤더슨
- 영국인과 공작 - 에릭 로메르
- 조용, 촬영 중 - 유세프 샤힌
- 이 투 마마 - 알폰소 쿠아론
- 멀홀랜드 드라이브 - 데이빗 린치
- 팻 걸 - 카트린 브레야
- 한숨 - 다미안 오둘
- 정사 - 파트리스 쉐로
- 웨이킹 라이프 - 리처드 링클레이터
- 아들의 방 - 난니 모레티
- 릴리 슈슈의 모든 것 - 이와이 슌지
- 사랑의 찬가 - 장 뤽 고다르
- 나의 이탈리아 여행기 - 마틴 스코세이지